# Cussonia arborea
Espèce
Classification phylogénétique
Cussonia arborea Hochst. est une espèce de plantes à fleurs de la famille des Araliaceae. Il est appelé en anglais octopus cabbage tree (chou palmiste poulpe en traduction mot à mot). C'est un arbre à feuilles caduques présent en Afrique tropicale.

## Description
Sa hauteur peut atteindre 13 mètres. Son tronc tortueux et tordu peut mesurer jusqu’à 100 cm de diamètre. Son écorce liégeuse est très épaisse.
Il perd ses feuilles pendant la saison sèche et ses branches trapues sortant dans le ciel lui valent ainsi le surnom de « main coupée » ou de « main de lépreux ». Ses feuilles digitiformes ou palmées ont des pétioles pouvant mesurer jusqu’à 50 cm de longueur.
Ses petites fleurs sont portées en grappes terminales et ses fruits sphériques comestibles de 5 mm de diamètre sont charnus et de couleur pourpre lorsqu’ils sont mûrs.
La floraison a lieu de septembre à novembre.
Cet arbre se rencontre principalement dans les pays suivants : Sierra Leone, Soudan, Ethiopie, Zambie, Zimbabwe et Mozambique. On le trouve dans les forêts, prairies boisées, roches, sur argile acide rouge et latérite. Il est parfois présent sur les termitières et les savanes de hautes herbes, à une élévation de 200 à 2470 mètres.
Sa propagation s’effectue par semis de graines dans les 3 mois de la récolte pour cause de perte de viabilité au-delà. Les graines semées en été germeront plus rapidement (au bout de 4 semaines) que celles semées en hiver (7 semaines de germination). Il sera nécessaire de les semer dans des boîtes à semis à mi- ombre avec 15 cm de terre au moins en dessous. Il ne faudra ni les submerger d’eau ni les laisser se dessécher. La transplantation sera ainsi possible au bout de 4 mois.

## Utilisation
Une encre noire est préparée par décoction du bois. De l’écorce est extraite une gomme ayant des propriétés irritantes. Le bois de couleur blanc sale est doux, friable et facilement pourrissable. Certaines tribus en fabriquent des carquois et des trompettes.
La cendre de bois est riche en potasse et est utilisée avec les teintures indigo. Ajoutée à l’huile de Carapa procera, elle permet de fabriquer du savon.
Son utilisation médicinale est la suivante:
- Bois (cœur de), infusion: douleur intercostale, point de côté.
- Bois, macération: lèpre.
- Brindilles feuillues: fièvre jaune, œdème, paralysie[2].
- Ecorce, décoction de racines: diarrhée, dysenterie, choléra
- Ecorce, décoction: eczéma, maladies de la peau, panaris, herpes, pelade, morsure de serpent, piqure d’animaux venimeux.
- Feuilles, bouillies: purgative, constipation[2].
- Feuilles, carbonisées, en poudre: névrose, schizophrénie, problèmes psychologiques.
- Feuilles, décoction en association avec Imperata cylindrica et Borreria verticillata: toux des enfants, paludisme, fièvre.
- Feuilles, décoction: conjonctivite (lavement des yeux), épilepsie (massage) chez l’adulte et l’enfant[2].
- Feuilles, écorce, tige, rameau, tronc: stimulant, tonique, rachitisme.
- Feuilles, infusion: convulsions.
- Feuilles, macérées, décantées: colibacillose, douve du foie, ténia, vermifuge, conjonctivite, cataracte.
- Feuilles, par scarification: arthrite, douleurs articulaires, inflammation musculaire.
- Racines, décoction: régulation des règles.
- Racines, infusion: hématurie, sang dans les urines.
- Racines, pilées, ajoutées à de l’huile, en emplâtre: poux.